# Ministère du Patrimoine adventiste
Ministère du patrimoine adventiste, ou MPA (en anglais Adventist Heritage Ministry), est une organisation de l'Église adventiste du septième jour qui préserve les sites historiques adventistes pour la mémoire, la connaissance et l'inspiration spirituelle de son histoire auprès du public.

## Historique

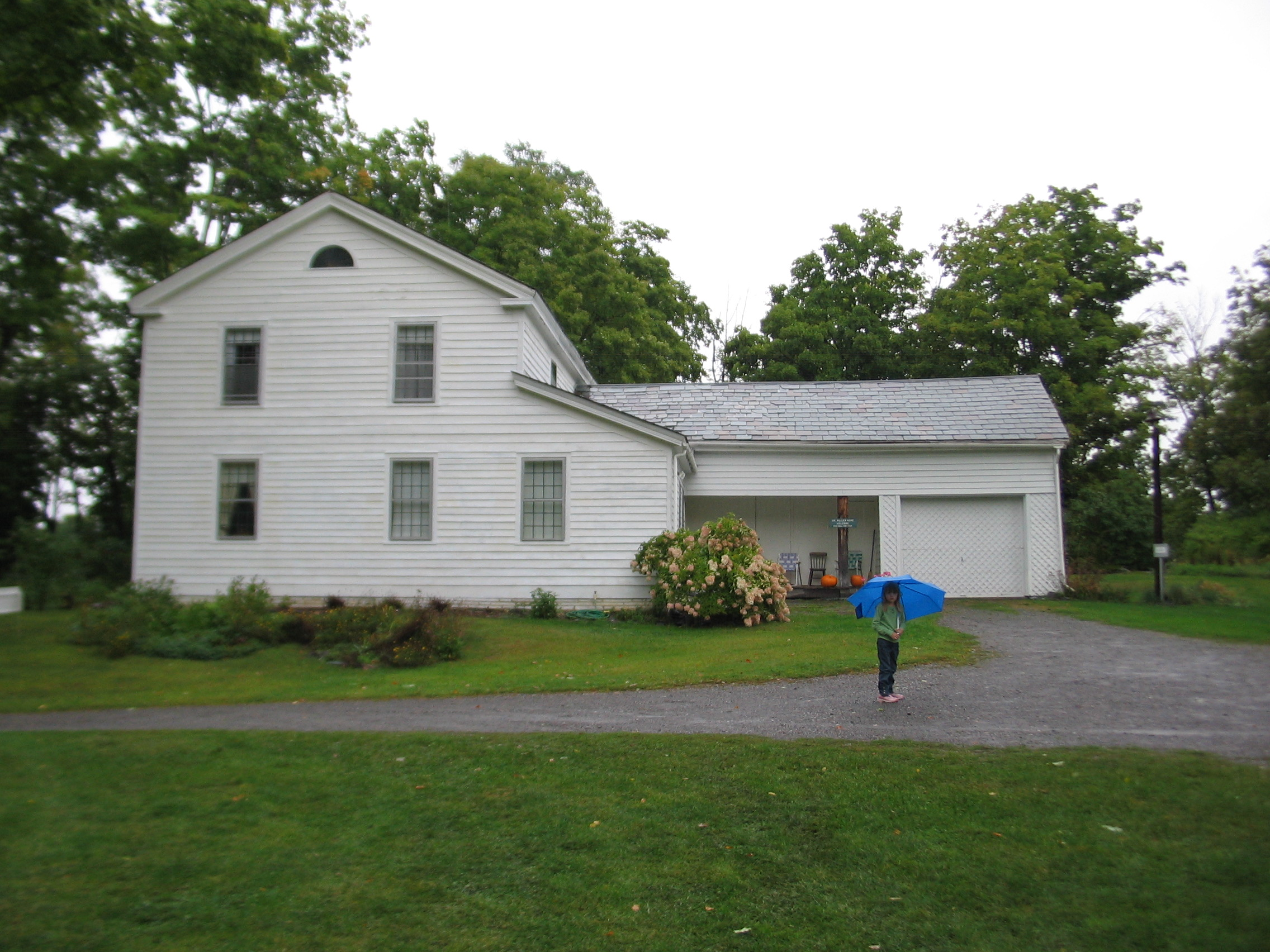
La maison de William Miller, un des musées du Ministère du patrimoine adventiste

Sous l'impulsion de Garth Stoltz, plusieurs membres de l’Église adventiste du septième jour, créèrent le 8 mai 1984 Adventist Historic Properties, Inc. (Propriétés adventistes historiques), dans le but de préserver la mémoire des sites historiques adventistes. Ils adoptèrent la devise : « Le passé avec un avenir ». Cette organisation devint une entité légale de l’Église adventiste du septième jour en 1988. 
En 1984, cette organisation acheta une propriété à Law Hampton dans le comté de Washington de l’État de New York sur laquelle se trouvait auparavant la ferme du prédicateur William Miller. Cette acquisition comprenait la maison de Miller, construite en 1815, et à proximité, « le rocher de l’ascension », un rocher plat dominant une sorte de vallée, où les millerites de la localité attendirent le retour du Christ le 22 octobre 1844.
En 1985, l’organisation démarra la publication d’un périodique, le AHP Bulletin, pour informer ses adhérents et supporters de ses initiatives. En 1989, elle acheta une propriété près de Port Gibson (appelé aujourd'hui Manchester) dans le comté d'Ontario de l’État de New York. Trois ans plus tard, elle fit l’acquisition d’une grange qui appartenait à Luther Edson, le père d’Hiram Edson. Elle la démonta, la transporta et la reconstruisit sur l’emplacement original de la ferme d’Hiram Edson.    
En 1994, le nom de l’organisation devint officiellement « Ministère du patrimoine adventiste ». Les années suivantes, MPA fit l’acquisition d’une section de la ville de Battle Creek dans le Michigan, comprenant notamment la maison de James et Ellen White, la maison de John et Betsy White (les parents de James White) et la propriété de John Loughborough. 
En 2005, MPA acheta la maison de Joseph Bates à Fairhaven (proche de New Bedford) dans le Massachusetts.

## Organisation
Ministère du patrimoine adventiste est dirigé par un conseil d’administration nommé par leur organisation mère, le Ellen G. White Estate.
Présidents du conseil d’administration :
- 1981-1988 --- Lawrence Crandall
- 1988-1997 --- Robert Dale
- 1997-présent --- James Nix

Directeurs de Ministère de l’héritage adventiste :
- 1981-1991 --- Lawrence Crandall
- 1991-1995 --- James Nix
- 1995-2001 --- Alice Voorheis
- 2001-présent --- Thomas Neslund

## Sites historiques
Ministère du patrimoine adventiste gère, restaure et s’occupe des visites guidées de plusieurs sites historiques, monuments et musées adventistes :
- La maison de William Miller : chef de file du mouvement de réveil millerite (1839-1844)
- La maison de Joseph Bates : cofondateur de l'Église adventiste du septième jour
- La grange d’Hiram Edson : initiateur de la doctrine du sanctuaire

- Le village historique adventiste à Battle Creek incluant[6] :
  - La maison de James et Ellen White : cofondateurs de l'Église adventiste du septième jour
  - Une école du XIXe siècle : musée des débuts de l'éducation adventiste
  - La maison de William Hardy : musée des premiers afro-américains adventistes
  - La cabine de David Hewitt : le premier adventiste à Battle Creek
  - L’église de Parville : réplique de la première église adventiste dédicacée
  - Le deuxième lieu de réunion : réplique d’un lieu de prière adventiste
  - Le centre de découverte John Harvey Kellogg : musée interactif[7],[8]
  - Le tabernacle de Battle Creek : l'église adventiste historique de la ville

Il y a aussi quelques autres attractions à Battle Creek, non gérées par MPA, d’un grand intérêt historique :
- Le sanitarium de Battle Creek : première institution médicale adventiste
- Le cimetière de Battle Creek : nombreuses tombes de pionniers adventistes (la famille White, la famille Kellogg, Uriah Smith, John Loughborough, Sojourner Truth)

La visite des sites historiques, rénovés ou reconstruits, se veut interactive. Les visiteurs assistent souvent à des programmes qui reproduisent l'atmosphère des débuts de l'adventisme, avec des guides en tenue d'époque et des activités similaires à celles des adventistes du XIXe siècle. Thomas Neslund observe que le plus grand moment d’émotion des visiteurs est la visite de la chambre d'Ellen White dans son ancienne maison. Dans cette pièce, elle écrivit plusieurs ouvrages, notamment ses deux plus grands best-sellers, Le meilleur chemin et La tragédie des siècles. 
Le projet de construire une réplique de la Review and Herald, la première maison d'édition adventiste (qui publiait la revue hebdomadaire Adventist Review), à son même emplacement historique, est en cours. D'autres projets sont à l'étude, tels qu'ériger des répliques de l'Institut de la réforme sanitaire et du Collège de Battle Creek.